# جائزة ألمانيا الكبرى 2004
جائزة ألمانيا الكبرى 2004 (بالإنجليزية: 2004 German Grand Prix)‏ هو سباق فورمولا 1 أقيم بتاريخ 25 يوليو 2004 في حلبة هوكنهايم، ألمانيا. كان الثاني عشر من أصل 18 في بطولة العالم لسباقات الفورمولا واحد موسم 2004. حلّ الألماني مايكل شوماخر أولا بينما جاء البريطاني جنسن باتون في المركز الثاني وحصل على المركز الثالث الإسباني فرناندو ألونسو.